# Habevolutopsius hirasei
Habevolutopsius hirasei är en snäckart som först beskrevs av Henry Augustus Pilsbry 1907.  Habevolutopsius hirasei ingår i släktet Habevolutopsius och familjen valthornssnäckor. Inga underarter finns listade i Catalogue of Life.